# 忠勲府
忠勲府（ちゅうくんふ、チュンフンブ）は、李氏朝鮮における官府。京官職かつ正一品衙門。諸功臣が所属した。なお正式な功臣より小さい功績を立てた功臣である原従功臣は忠翊府の所属であった。

## 概要
王妃の父なども含めた諸功臣が所属した。功臣は功臣田の支給を受ける。
堂上官には定員がなかった。官職は正一品から従二品の君、従四品の経歴、従五品の都事があり、親功臣と王妃の父には正一品で府院君が与えられた。他の官府との兼職は可能で王妃の父の場合、忠勲府より正一品・府院君が与えられる他、敦寧府で正一品・「領敦寧府事」が与えられる。